# Aire d'attraction de Moissac
L'aire d'attraction de Moissac est un zonage d'étude défini par l'Insee pour caractériser l’influence de la commune de Moissac sur les communes environnantes.

## Définition
L’aire d’attraction d'une ville est composée d’un pôle, défini à partir de critères de population et d’emploi ainsi que d’une couronne constituée des communes dont au moins 15 % des actifs travaillent dans le pôle. Le pôle d’attraction constitue ainsi un point de convergence des déplacements domicile-travail,.

## Type et composition
L’aire d'attraction de Moissac est une aire intra-départementale qui comporte 7 communes dans le Tarn-et-Garonne.
Elle est catégorisée dans les aires de moins de 50 000 habitants, une catégorie qui regroupe 16,6 % de la population d'Occitanie et 12,2 % au niveau national.

### Carte

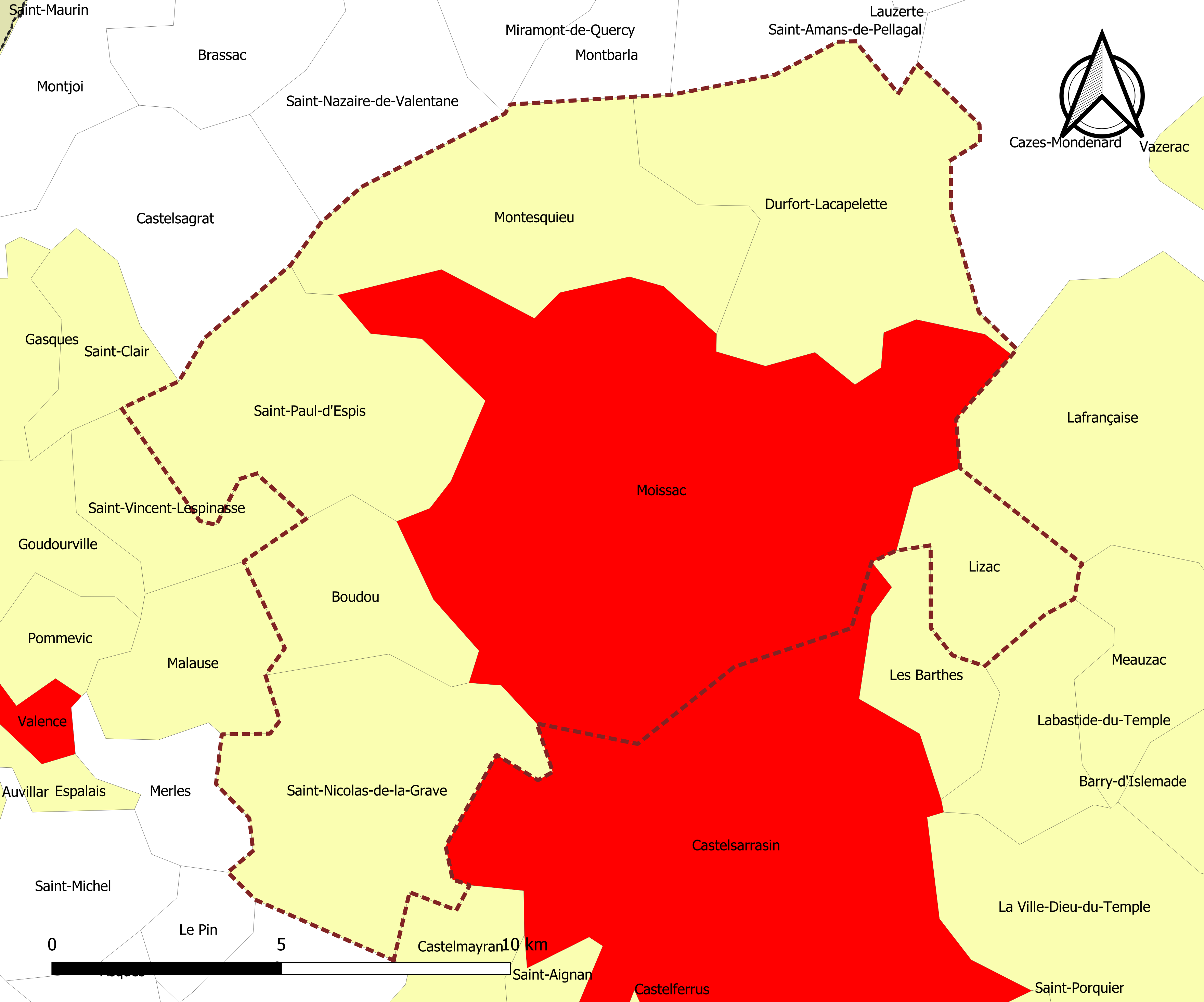
Carte de l'aire d'attraction de Moissac.
Commune-centre
Commune de la couronne

### Composition communale
| Nom                       | Code Insee | Département     | Statut                 | Superficie (km2) | Population (dernière pop. légale) | Densité (hab./km2) | Modifier                                    |
| ------------------------- | ---------- | --------------- | ---------------------- | ---------------- | --------------------------------- | ------------------ | ------------------------------------------- |
| Moissac (commune-centre)  | 82112      | Tarn-et-Garonne | commune-centre         | 85,95            | 13 652 (2022)                     | 159                | modifier les données · modifier les données |
| Boudou                    | 82019      | Tarn-et-Garonne | commune de la couronne | 12,30            | 755 (2022)                        | 61                 | modifier les données · modifier les données |
| Durfort-Lacapelette       | 82051      | Tarn-et-Garonne | commune de la couronne | 35,83            | 842 (2022)                        | 23                 | modifier les données · modifier les données |
| Lizac                     | 82099      | Tarn-et-Garonne | commune de la couronne | 9,42             | 545 (2022)                        | 58                 | modifier les données · modifier les données |
| Montesquieu               | 82127      | Tarn-et-Garonne | commune de la couronne | 28,65            | 747 (2022)                        | 26                 | modifier les données · modifier les données |
| Saint-Nicolas-de-la-Grave | 82169      | Tarn-et-Garonne | commune de la couronne | 29,34            | 2 287 (2022)                      | 78                 | modifier les données · modifier les données |
| Saint-Paul-d'Espis        | 82170      | Tarn-et-Garonne | commune de la couronne | 26,07            | 561 (2022)                        | 22                 | modifier les données · modifier les données |